# San Martin Tepetlixpan
San Martín Tepetlixpan, también conocido como San Martín Obispo, es uno de los trece pueblos pertenecientes al municipio de Cuautitlán Izcalli, en Estado de México. 

## Toponimia
Tepetlixpan (frente al monte) proviene de la raíz náhuatl tepetl, cerro; ixpa, en el haz, en la superficie: «en la superficie del cerro» o «enfrente de la montaña».

## Historia
El pueblo cuenta con un templo de adoración católica del siglo XVII, que se encuentra localizado en el cuadro principal de la entidad. En el interior del mismo se resguardan algunos retablos de arte colonial elaborados en Cuautitlán, y en el atrio del templo se halla una cruz de cantera.
Siendo un lugar que anteriormente se dedicaba a la alfarería, la mayoría de sus casas fueron construidas con adobe. Al igual que otros pueblos del municipio, se realiza una fiesta patronal en honor al santo patrón, San Martín Obispo, misma que se celebra el 11 de noviembre.

## Economía
Las principales actividades económicas son: el comercio y las actividades relacionadas con el transporte. También se desarrollaron las actividades agrícolas como el cultivo de fríjol y maíz, principalmente en las haciendas y ranchos de la región como el Rancho el Olvido, Hacienda de Lechería y la Hacienda de Guadalupe.

## Geografía e hidrografía
San Martín Tepetlixpan se encuentra al Norte del Distrito Federal, en el sur de Cuautitlán Izcalli, sobre la autopista 57 Querétaro-México km 31.5 casi llegando a Perinorte encuentra este pueblo, que todavía cuenta con colorido de provincia. Colinda con las colonias:  al  Norte col. Luis Echeverría, al Sur Hacienda Del Parque, al Oriente con Lechería, al Poniente La Presita, Unidad Cívica Bacardí y Tres picos.
El pueblo cuenta con un solo afluente de agua, es una presa construida en el siglo XVIII, llamada de Ángulo, construida por un hacendado de Lechería llamado Juan de Ángulo , luis Alberto Aguilar Medina alias Lukas del crea Line Sistem,un gran muralista urbano que en el siglo XXI realizará, el primer mural urbano adentro del auditorio con un aprox. de 576m2.